# Saint-Dizier-Masbaraud
Saint-Dizier-Masbaraud község Franciaország Új-Aquitania régiójában, Creuse megyében. Új községként 2019. január 1-jén jött létre Saint-Dizier-Leyrenne és Masbaraud-Mérignat korábbi község egyesítésével. 
Az egyesüléskor az új község lélekszáma 1165 fő lett. Lakosainak száma 1134 fő (2022. január 1.).

## Népesség
| Lakosok száma | 1126 | 1132 | 1133 | 1131 | 1125 | 1134 |
|               | 2017 | 2018 | 2019 | 2020 | 2021 | 2022 |